# Moviebird
MovieBird – przedsiębiorstwo produkujące zaawansowane technologicznie dźwigi kamerowe używane w największych produkcjach filmowych i telewizyjnych. Nazwa dźwigu kamerowego.
Piotr Adamiec, prezes TechnoCrane Polska, był jednym z trzech oryginalnych wynalazców wysięgników teleskopowych do kamer, na początku lat 80. 
Wysięgniki MovieBird pracowały na planach takich superprodukcji jak „Mission Impossible”, „Spiderman”, „Tomb Raider”, „Air Force One”, „Gwiezdne wojny: Przebudzenie mocy”, „Terminator. Mroczne przeznaczenie”, „Zjawa”, „Godzilla” czy „La La Land”. Pracują ze światowymi stacjami telewizyjnymi, z wytwórniami filmowymi i reklamowymi przy tworzeniu teledysków.